# Puchar Azji w Piłce Siatkowej Mężczyzn 2010
Puchar Azji w piłce siatkowej mężczyzn 2010 – rozgrywany był w Iranie w dniach 1 - 6 sierpnia 2010. 8 czołowych krajowych reprezentacji rywalizowało w Urmia. Po raz drugi z rzędu zwycięska okazała się reprezentacja Iranu pokonując w finale reprezentację Chin 3:0.

## Rozgrywki grupowe
| Grupa A                                  | Grupa B                                               |
| ---------------------------------------- | ----------------------------------------------------- |
| Iran · Chiny · Chińskie Tajpej · Indie · | Japonia · Korea Południowa · Australia · Kazachstan · |

### Grupa A
Tabela
| Poz. | Reprezentacja   | Pkt | Mecze | Mecze | Mecze | Małe punkty | Małe punkty | Małe punkty | Sety | Sety | Sety  |
| Poz. | Reprezentacja   | Pkt | M     | Z     | P     | zdob.       | str.        | ratio       | wyg. | prz. | ratio |
| ---- | --------------- | --- | ----- | ----- | ----- | ----------- | ----------- | ----------- | ---- | ---- | ----- |
| 1    | Iran            | 6   | 3     | 3     | 0     | 302         | 267         | 1.131       | 9    | 4    | 2.250 |
| 2    | Chiny           | 5   | 3     | 2     | 1     | 278         | 250         | 1.112       | 8    | 4    | 2,000 |
| 3    | Indie           | 4   | 3     | 1     | 2     | 283         | 301         | 0.940       | 6    | 7    | 0.857 |
| 4    | Chińskie Tajpej | 3   | 3     | 0     | 3     | 211         | 256         | 0.824       | 1    | 9    | 0,111 |

     walka o miejsca 1-8
Wyniki
| Data  | Godz. | Drużyna 1 | Wynik | Drużyna 2 | 1     | 2     | 3     | 4     | 5     | Widzów | * |
| ----- | ----- | --------- | ----- | --------- | ----- | ----- | ----- | ----- | ----- | ------ | - |
| 01.08 | 13:30 | Tajwan    | 0:3   | Chiny     | 19:25 | 16:25 | 14:25 |       |       | 1000   | 1 |
| 01.08 | 18:00 | Iran      | 3:2   | Indie     | 25:15 | 25:17 | 23:25 | 23:25 | 15:10 | 5800   | 2 |
| 02.08 | 13:30 | Chiny     | 3:1   | Indie     | 25:22 | 25:19 | 21:25 | 25:20 |       | 800    | 3 |
| 02.08 | 18:00 | Tajwan    | 0:3   | Iran      | 23:25 | 21:25 | 24:26 |       |       | 6500   | 4 |
| 03.08 | 13:30 | Indie     | 3:1   | Tajwan    | 22:25 | 33:31 | 25:18 | 25:20 |       | 2000   | 5 |
| 03.08 | 18:00 | Chiny     | 2:3   | Iran      | 26:24 | 25:22 | 23:25 | 16:25 | 17:19 | 7500   | 6 |

### Grupa B
Tabela
| Poz. | Reprezentacja    | Pkt | Mecze | Mecze | Mecze | Małe punkty | Małe punkty | Małe punkty | Sety | Sety | Sety  |
| Poz. | Reprezentacja    | Pkt | M     | Z     | P     | zdob.       | str.        | ratio       | wyg. | prz. | ratio |
| ---- | ---------------- | --- | ----- | ----- | ----- | ----------- | ----------- | ----------- | ---- | ---- | ----- |
| 1    | Australia        | 5   | 3     | 2     | 1     | 259         | 232         | 1.116       | 8    | 3    | 2.667 |
| 2    | Korea Południowa | 5   | 3     | 2     | 1     | 312         | 298         | 1.047       | 7    | 7    | 1,000 |
| 3    | Kazachstan       | 5   | 3     | 2     | 1     | 227         | 231         | 0.983       | 6    | 4    | 1,500 |
| 4    | Japonia          | 3   | 3     | 0     | 3     | 228         | 265         | 0.860       | 2    | 9    | 0,222 |

     walka o miejsca 1-8
Wyniki
| Data  | Godz. | Drużyna 1        | Wynik | Drużyna 2        | 1     | 2     | 3     | 4     | 5     | Widzów | * |
| ----- | ----- | ---------------- | ----- | ---------------- | ----- | ----- | ----- | ----- | ----- | ------ | - |
| 01.08 | 10:00 | Australia        | 3:0   | Kazachstan       | 25:15 | 25:23 | 25:21 |       |       | 400    | 1 |
| 01.08 | 15:30 | Korea Południowa | 3:2   | Japonia          | 25:18 | 23:25 | 25:17 | 21:25 | 17:15 | 2000   | 2 |
| 02.08 | 10:00 | Japonia          | 0:3   | Kazachstan       | 27:29 | 16:25 | 20:25 |       |       | 600    | 3 |
| 02.08 | 15:30 | Korea Południowa | 3:2   | Australia        | 23:25 | 25:23 | 25:23 | 20:25 | 15:13 | 2000   | 4 |
| 03.08 | 10:00 | Australia        | 3:0   | Japonia          | 25:21 | 25:22 | 25:22 |       |       | 1000   | 5 |
| 03.08 | 15:30 | Kazachstan       | 3:1   | Korea Południowa | 26:24 | 25:21 | 13:25 | 25:23 |       | 6000   | 6 |

## Runda pucharowa

### Ćwierćfinały
| Data  | Godz. | Drużyna 1        | Wynik | Drużyna 2  | 1     | 2     | 3     | 4     | 5     | Widzów | * |
| ----- | ----- | ---------------- | ----- | ---------- | ----- | ----- | ----- | ----- | ----- | ------ | - |
| 05.08 | 10:00 | Australia        | 2:3   | Tajwan     | 25:23 | 26:24 | 22:25 | 23:25 | 19–21 | 800    | 1 |
| 05.08 | 14:00 | Chiny            | 3:1   | Kazachstan | 25:19 | 23:25 | 25:22 | 29:27 |       | 6000   | 2 |
| 05.08 | 16:30 | Iran             | 3:0   | Japonia    | 26:24 | 25:16 | 25:22 |       |       | 7700   | 3 |
| 05.08 | 18:30 | Korea Południowa | 2:3   | Indie      | 23:25 | 25:12 | 25:20 | 19:25 | 11:15 | 1000   | 4 |

### Mecze o miejsca 5-8
| Data  | Godz. | Drużyna 1 | Wynik | Drużyna 2        | 1     | 2     | 3     | 4     | 5 | Widzów | * |
| ----- | ----- | --------- | ----- | ---------------- | ----- | ----- | ----- | ----- | - | ------ | - |
| 06.08 | 10:00 | Japonia   | 1:3   | Korea Południowa | 25:22 | 17:25 | 17:25 | 23:25 |   | 100    | 1 |
| 06.08 | 14:00 | Australia | 3:0   | Kazachstan       | 25:21 | 25:15 | 25:21 |       |   | 5500   | 2 |

### Półfinały
| Data  | Godz. | Drużyna 1 | Wynik | Drużyna 2 | 1     | 2     | 3     | 4     | 5     | Widzów | * |
| ----- | ----- | --------- | ----- | --------- | ----- | ----- | ----- | ----- | ----- | ------ | - |
| 06.08 | 16:30 | Iran      | 3:2   | Indie     | 25:19 | 22:25 | 20:25 | 25:17 | 15:11 | 8000   | 1 |
| 06.08 | 18:30 | Tajwan    | 1:3   | Chiny     | 25:19 | 21:25 | 20:25 | 27:29 |       |        |   |

### Mecz o 7 miejsce
| Data  | Godz. | Drużyna 1 | Wynik | Drużyna 2  | 1     | 2     | 3     | 4     | 5 | Widzów | * |
| ----- | ----- | --------- | ----- | ---------- | ----- | ----- | ----- | ----- | - | ------ | - |
| 07.08 | 10:00 | Japonia   | 1:3   | Kazachstan | 16:25 | 15:25 | 25:15 | 21:25 |   | 300    | 1 |

### Mecz o 5 miejsce
| Data  | Godz. | Drużyna 1        | Wynik | Drużyna 2 | 1     | 2     | 3     | 4     | 5 | Widzów | * |
| ----- | ----- | ---------------- | ----- | --------- | ----- | ----- | ----- | ----- | - | ------ | - |
| 07.08 | 13:30 | Korea Południowa | 1:3   | Australia | 31:29 | 23:25 | 19:25 | 22:25 |   | 4000   | 1 |

### Mecz o 3 miejsce
| Data  | Godz. | Drużyna 1 | Wynik | Drużyna 2 | 1     | 2     | 3     | 4     | 5 | Widzów | * |
| ----- | ----- | --------- | ----- | --------- | ----- | ----- | ----- | ----- | - | ------ | - |
| 07.08 | 15:30 | Indie     | 3:1   | Tajwan    | 22:25 | 25:20 | 25:16 | 27:25 |   | 7000   | 1 |

### Finał
| Data  | Godz. | Drużyna 1 | Wynik | Drużyna 2 | 1     | 2     | 3     | 4 | 5 | Widzów | * |
| ----- | ----- | --------- | ----- | --------- | ----- | ----- | ----- | - | - | ------ | - |
| 07.08 | 18:00 | Iran      | 3:0   | Chiny     | 25:18 | 25:18 | 25:18 |   |   | 8000   | 1 |

## Klasyfikacja końcowa
| Miejsce | Reprezentacja    |
| ------- | ---------------- |
| złoto   | Iran             |
| srebro  | Chiny            |
| brąz    | Indie            |
| 4.      | Chińskie Tajpej  |
| 5.      | Australia        |
| 6.      | Korea Południowa |
| 7.      | Kazachstan       |
| 8.      | Japonia          |